# Астана Нурлы Жол
Астана Нурлы Жол (каз. Астана Нұрлы жол) — станция Казахстанских железных дорог и, наряду с вокзалом «Астана», один из двух железнодорожных вокзалов города Астана. После открытия в 2017 году стал основным вокзалом города.

## История
До открытия вокзала Астана Нурлы Жол основным таким сооружением города являлся старый вокзал Астана.
Строительство нового вокзала было запланировано в рамках наращивания инфраструктуры до ЭКСПО 2017. 1 июня 2017 года вокзал с мощностью 35000 был открыт. Здание расположилось недалеко от переулка Мынжылдык. Площадь вокзала составило 45000 м² с закрытым пространством площадью 110000 м², автостоянкой площадью 70000 м² и железнодорожные платформы длиной 2550 м. Вокзал был разработан турецкой компанией Tabanlıoğlu Architects. Дизайн получил первое место в конкурсе MIPIM AR Future Projects.
На железнодорожный вокзал «Нурлы Жол» имеется пересадка строящейся станции Астанинского ЛРТ.

## Внешний вид и внутреннее оформление

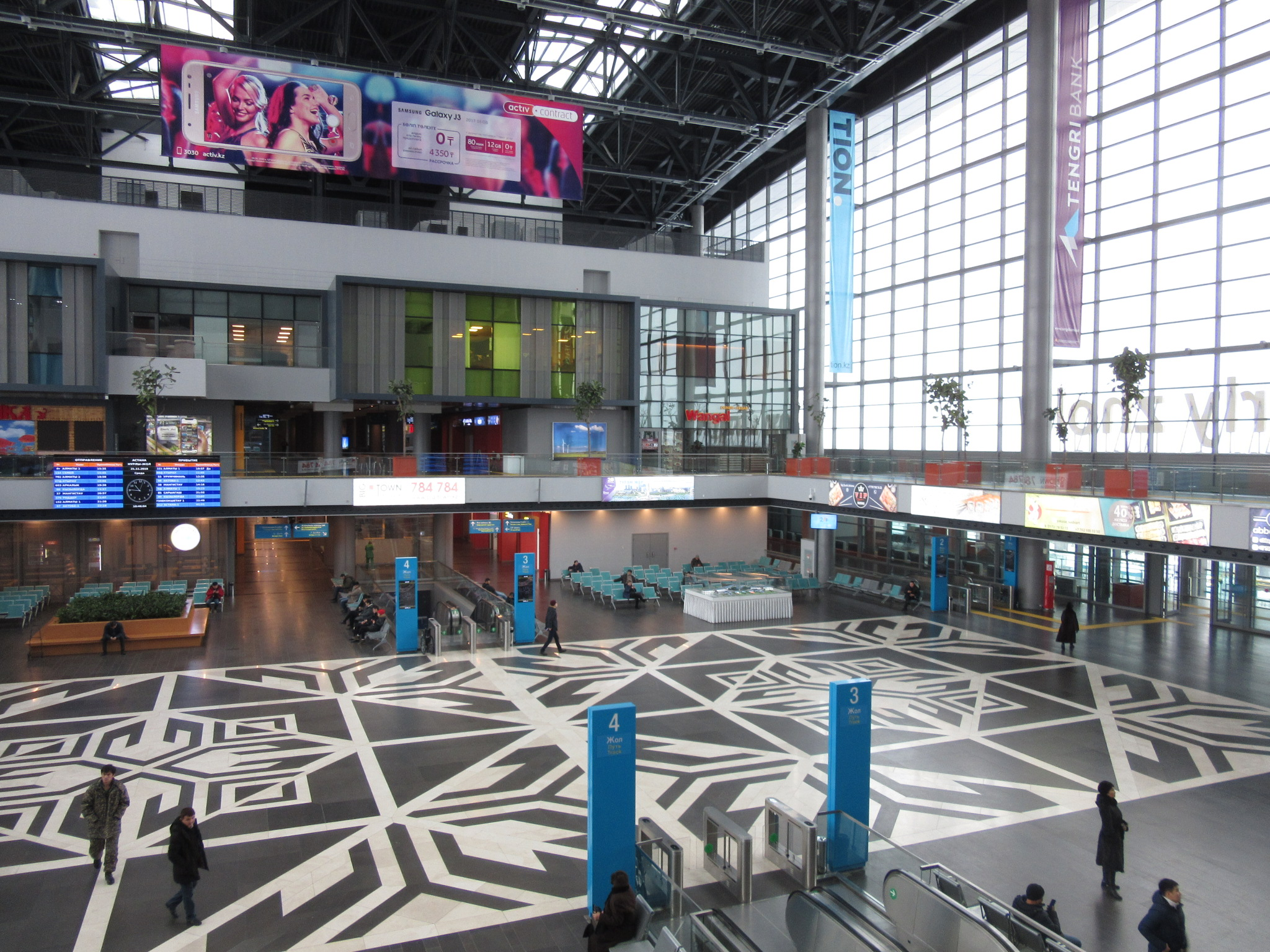
Интерьер вокзала

Представляет собой здание в современном стиле, в виде огромного изгиба. Снаружу выкрашен в светло — серые и металлические тона. Присутствует огромная надпись «Нұрлы жол | Nurly zhol» . С северной стороны здания к нему примыкает железная дорога, с южной — тупик. Перед зданием находится огромная площадь с деревьями и растительностью, а по диагоналям — парковочные места и заезды на платформу для транспорта на 5 этаже.
Сквозь здание (поперек) проходят улицы А. Байтурсынова и Ж. Нажимеденов, уличные туннели подкреплены бетонными колоннами.
Здание состоит из 6 раздельных этажей, доступ к которым предоставляется с помощью лифтов и эскалаторов. На 3 этаже здания находятся железнодорожные платформы. (1,2/3,4/5,6 путь)
На 4 этаже здания очень много коммерческих мест; магазинов, кафе, там же находится зона ожидания и стеклянное окно для наблюдения за поездами на железной дороге на 3 этаже.
На 5 этаже также много коммерческих центров, а также присутствует намазхана (молельная комната для мусульман).

## Поезда Астана Нурлы Жол
Поезда для которых Астана Нурлы Жол является конечной:
- Скоростные поезда «Tulpar Talgo»:

1. 3-4 Алматы 2-Астана Нурлы Жол-Алматы 2;
2. 67-68 Астана Нурлы Жол-Защита-Астана Нурлы Жол Фирменный «Ертис»;
3. 79-80 Астана Нурлы Жол-Аркалык-Астана Нурлы Жол;
4. 81-82 Астана Нурлы Жол-Кустанай-Астана Нурлы Жол;
5. 85-86 Астана Нурлы Жол-Шымкент-Астана Нурлы Жол.

- Скорые поезда:

1. 9-10 Алматы 1-Астана Нурлы Жол-Алматы 1 Фирменный «Байтерек»;
2. 47-48 Астана Нурлы Жол-Атырау-Астана Нурлы Жол Фирменный «Каспий» ;
3. 53-54 Астана Нурлы Жол-Достык-Астана Нурлы Жол;
4. 57-58 Астана Нурлы Жол-Уральск-Астана Нурлы Жол;
5. 71-72 Астана Нурлы Жол-Шымкент-Астана Нурлы Жол.

- Сезонные поезда:

1. 203—204 Алматы 2-Астана Нурлы Жол-Алматы 2 скоростной «Tulpar Talgo»;
2. 271—272 Астана Нурлы Жол-Туркестан-Астана Нурлы Жол скорый.

- Пассажирские поезда:

1. 353—354 Астана Нурлы Жол-Семипалатинск-Астана Нурлы Жол.

- Региональные поезда:

1. 623—624 Астана Нурлы Жол-Петропавловск-Астана Нурлы Жол;
2. 655—656 Астана Нурлы Жол-Аркалык-Астана Нурлы Жол;
3. 659—660 Астана Нурлы Жол-Айсары-Астана Нурлы Жол.

- Высокоскоростные поезда «Tulpar Talgo»

1. 711—712 Астана Нурлы Жол-Шымкент-Астана Нурлы Жол.

- Пригородные поезда:

1. 803—804 Астана Нурлы Жол-Атбасар-Астана Нурлы Жол;
2. 807—808 Астана Нурлы Жол-Кокшетау 1-Астана Нурлы Жол;
3. 807—808 Астана Нурлы Жол-Володарское-Астана Нурлы Жол.

- Транзитные поезда для которых Астана Нурлы Жол является промежуточной:

1. 121—122 Астана — Семипалатинск — Астана скорый.